# 伯克納島
伯克納島（英語：Berkner Island）是南極洲已知島嶼中的第二大島，也是世界第三大無人島，皆僅次於亞歷山大一世島。伯克納島東西長約320公里，寬約135公里，面積約4萬3873.1平方公里。伯克納島之名來自於美國南極洲名稱諮詢委員會，為紀念一位在南極工作的物理學家洛依德·伯克納（Lloyd Berkner）。
伯克納島将龙尼-菲尔希纳冰架分为两部分，岛西为面积较大的龙尼冰架，岛东为菲尔希纳冰架。
伯克納島雖然是島，但由於南極大陸冰雪厚重，周圍海域凍結成廣大的陸緣冰，因此伯克納島現時完全被冰雪覆蓋，與南極大陸連為一片。